# شينو
شينو هي قرية في مقاطعة سردشت، إيران. يقدر عدد سكانها بـ 326 نسمة بحسب إحصاء 2016.